# Шошоне (округ)
Шошоне, или Шошо́ни (англ. Shoshone), — округ в штате Айдахо. Окружным центром является город Уоллис.

## История
Округ Шошоне был образован 4 февраля 1864 года. Изначально столицей округа был город Пирс, но в 1885 году этот статус получил город Марри, в 1890 году — Осберн, и, наконец, в 1893 году — Уоллис, остающийся окружным центром и поныне. Округ получил название по индейскому племени шошонов.

## Население
По состоянию на 2010 год население округа составляло 12 765 человек. С 2000 года население уменьшилось 7,3 %. Ниже приводится динамика численности населения округа.

## География
Округ Шошон располагается в северной части штата Айдахо. Площадь округа составляет 6 826 км², из которых 4 км² (0,06 %) занято водой.
|                 |           | Боннер                                       |
| Кутеней, Бенева | север     | Минерал (шт. Монтана), Сандерс (шт. Монтана) |
| Кутеней, Бенева | Шошоне    | Минерал (шт. Монтана), Сандерс (шт. Монтана) |
| Кутеней, Бенева | юг        | Минерал (шт. Монтана), Сандерс (шт. Монтана) |
| Лейта           | Клируотер |                                              |

### Дороги

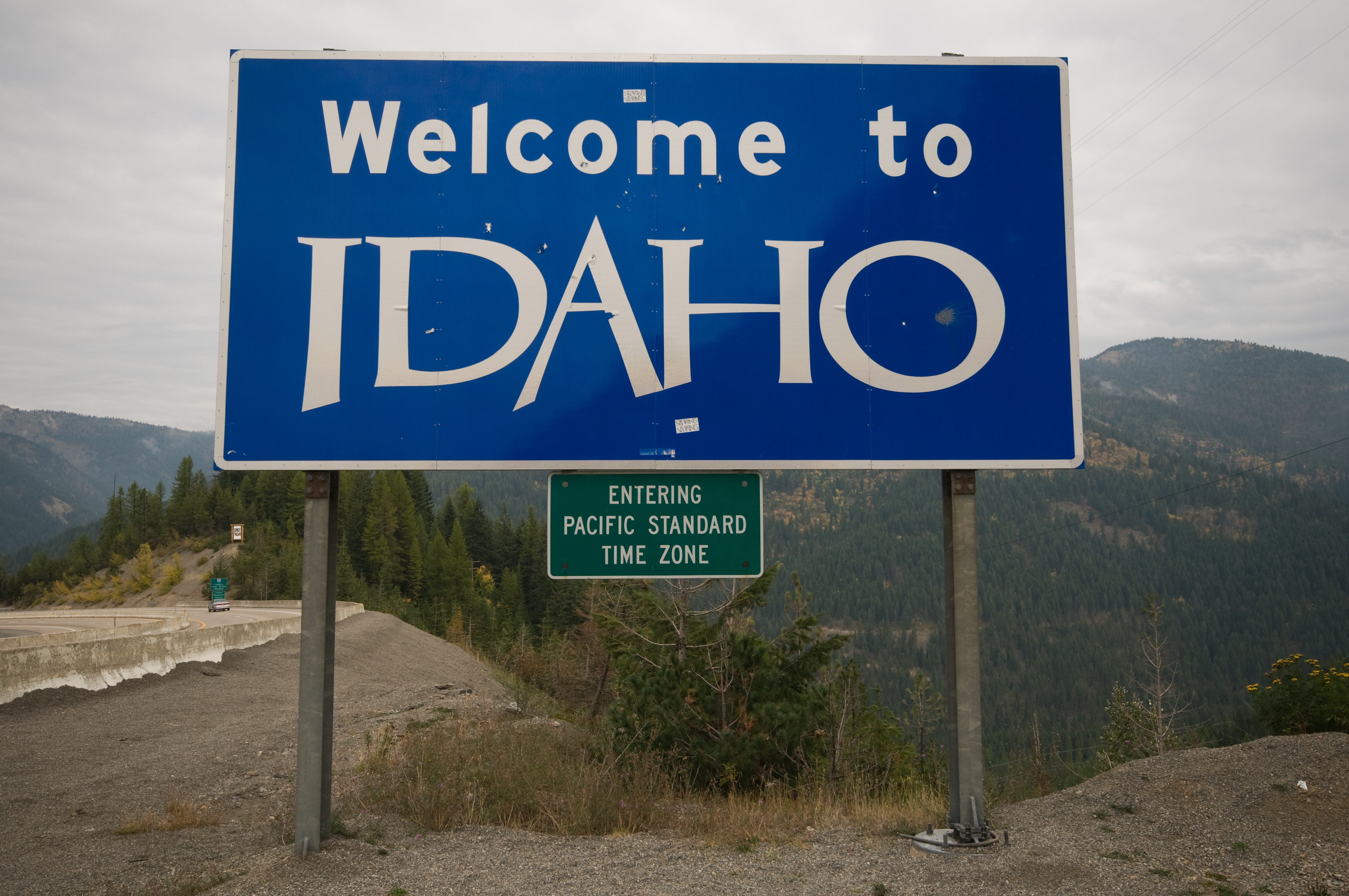
Приветственный знак на дороге I-90 на въезде в штат

- — I-90

### Города
- Келлогг
- Маллан
- Осберн
- Пайнхерст
- Смелтервилл
- Уоллис
- Уорднер

### Невключённые территории
- Эйвери (Avery)
- Биг-Крик (Big Creek)
- Берк (Burke)
- Каталдо (Cataldo)
- Кларкиа (Clarkia)
- Марри (Murray)
- Пайн-Крик (Pine Creek)
- Кингстон (Kingston)
- Силвертон (Silverton)

### Достопримечательности и охраняемые природные зоны
- Национальный лес Клируотер (частично)
- Национальный лес Кер-д’Ален (частично)
- Национальный лес Сент-Джо (частично)